# Torpekai Amarkhel
Torpekai Amarkhel (in dari تورپیکی امرخیل, Tūrpīkāy Āmarkhīl, in pashtu تورپیکای آمرخېل‎, Tūrpīkāy Āmarkhēl; Maidanshahr, 4 aprile 1981 – Cutro, 26 febbraio 2023) è stata una giornalista e attivista afghana per i diritti umani e i diritti delle donne. Ha lavorato come fotoreporter per conto dell'ONU, per il suo impegno nell'emancipazione femminile documentando la condizione delle donne in Afghanistan.
L'Ordine italiano dei giornalisti le ha dedicato la giornata dell'8 marzo 2023.

## Biografia
Laureata in giornalismo all'Università di Kabul, dopo la caduta del regime talebano nel 2002 iniziò la sua carriera come presentatrice presso la Radio Television Afghanistan (RTA), lavorando in un team tutto al femminile. In quegli anni considerava il giornalismo una "nuova frontiera" per le donne afghane e incoraggiava le sue colleghe a superare l'uso del burqa durante le interviste, nonostante le difficoltà di operare in una società ancora profondamente conservatrice. Successivamente, collaborò con la Missione di Assistenza delle Nazioni Unite in Afghanistan (UNAMA), contribuendo al progetto Unama News per diversi anni. Si occupava in particolare della condizione delle giornaliste afghane e forniva aggiornamenti costanti sulla sicurezza delle reporter locali, mantenendo contatti attivi con colleghi internazionali.
Negli ultimi anni si era dedicata alla realizzazione di reportage fotografici, denunciando le drammatiche condizioni di vita delle donne nel suo Paese; tuttavia, il ritorno al potere dei talebani nell'agosto 2021 trasformò l'Afghanistan in un luogo sempre più ostile per le donne. Le nuove restrizioni le impedirono di lavorare, uscire senza velo o persino portare i figli in luoghi pubblici. In quanto donna pashtun e nubile, temeva di essere costretta a un matrimonio forzato con un combattente talebano, secondo una pratica reintrodotta dopo la presa del potere. Questa minaccia, insieme al clima repressivo verso le giornaliste e a un'escalation di violenze e persecuzioni, la spinse a fuggire dall'Afghanistan con la sua famiglia. Raggiunto a piedi l'Iran, subito dopo arrivò in Turchia stabilendosi a Istanbul prima di partire verso la città di İzmir, dove il 22 febbraio 2023 salirà a bordo del caicco Summer Love che la porterà in Italia.
Alcuni colleghi l’avevano messa in guardia sulla pericolosità della traversata via mare, ricordandole precedenti naufragi e tragedie simili che avevano coinvolto funzionari delle Nazioni Unite; Amarkhel, tuttavia, non ricevette alcuna assistenza formale nonostante la sua lunga collaborazione con l’ONU e, secondo testimonianze successive, cercò invano supporto da parte di ex colleghi internazionali prima di intraprendere il viaggio. Aveva già chiesto il diritto d'asilo in Australia.
Il 26 febbraio 2023, durante il tragico naufragio dell'imbarcazione a Steccato di Cutro, Torpekai perse la vita insieme al marito Samiullah, alla cugina Basira e al figlio di cinque anni, Osman. L'altra figlia di nove anni, Ayesha, risulta dispersa. La sorella Mida, giunta a Crotone da Rotterdam, si è attivata per ottenere giustizia, affidando il caso a un pool di legali che rappresenta le famiglie delle vittime.